# Бер, Иоганн Георг
Иоганн Георг Бер (нем. Johann Georg Beer; 1803, Вена — 1873, Кроуборо) — австрийский ботаник, директор Берлинского ботанического сада.

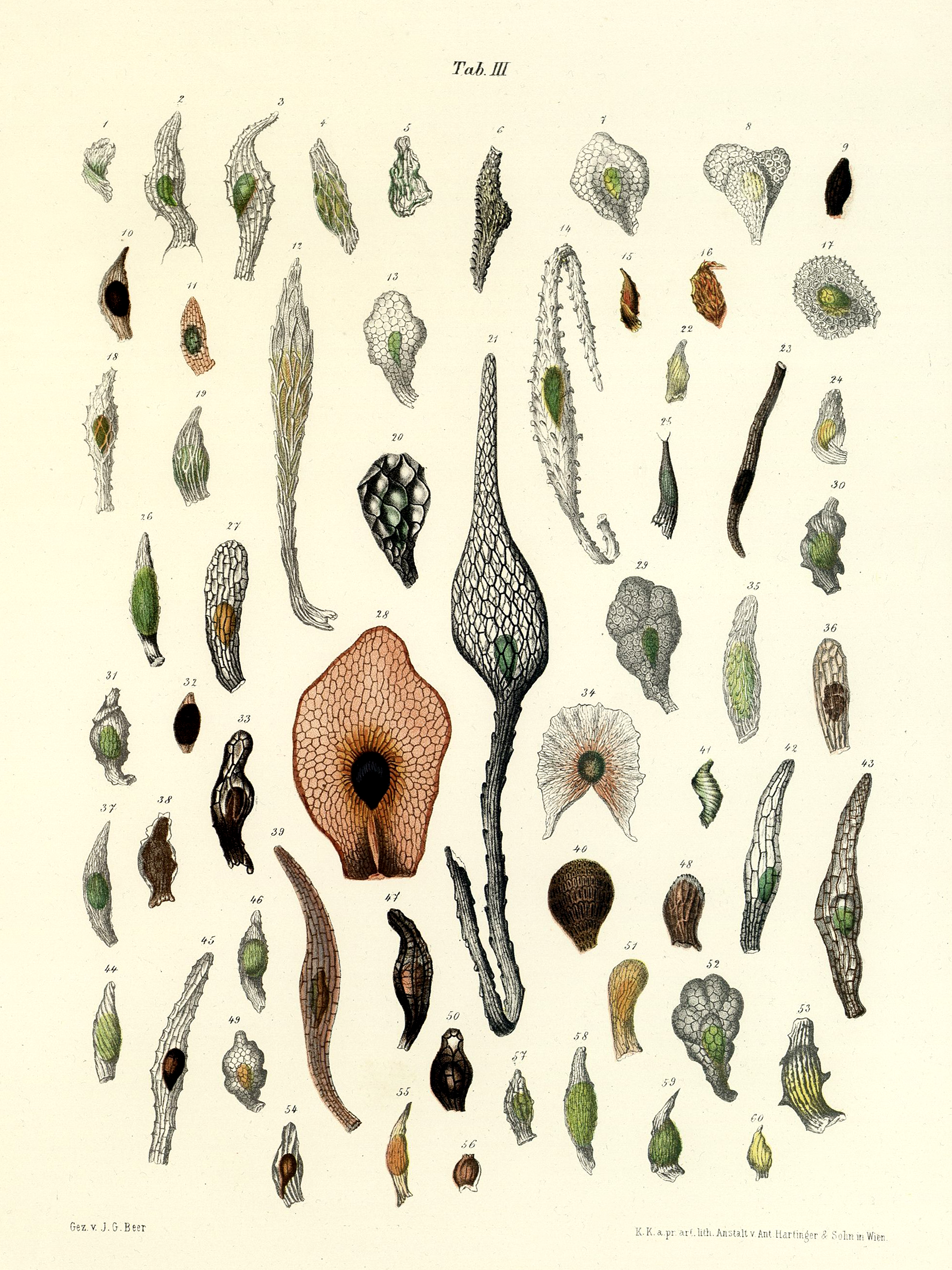
Семена орхидей. Ботаническая иллюстрация из книги Beiträge zur Morphologie und Biologie der Familie der Orchideen, 1863.

## Биография
Иоганн Георг Бер родился 3 июля 1803 года.
Он был директором Берлинского ботанического сада.
Иоганн Георг Бер умер 17 марта 1873 года.

## Научная деятельность
Иоганн Георг Бер специализировался на семенных растениях.

## Некоторые публикации
- 1854. Species elevated to specific rank, as Stanhopea nigroviolacea (Morren) Beer. En: Pract. Stud. Orch. 313.
- 1855. Orchidaceae Stanhopea guttata, in: Prakt. Orch. 312.
- 1857. Die Familie der Bromeliaceën.
- 1863. Beiträge zur Morphologie und Biologie der Familie der Orchideen. Ed. Viena, Austria: Druck und Verlag von Carl Gerold's Sohn.